# Gustavsburgplatz

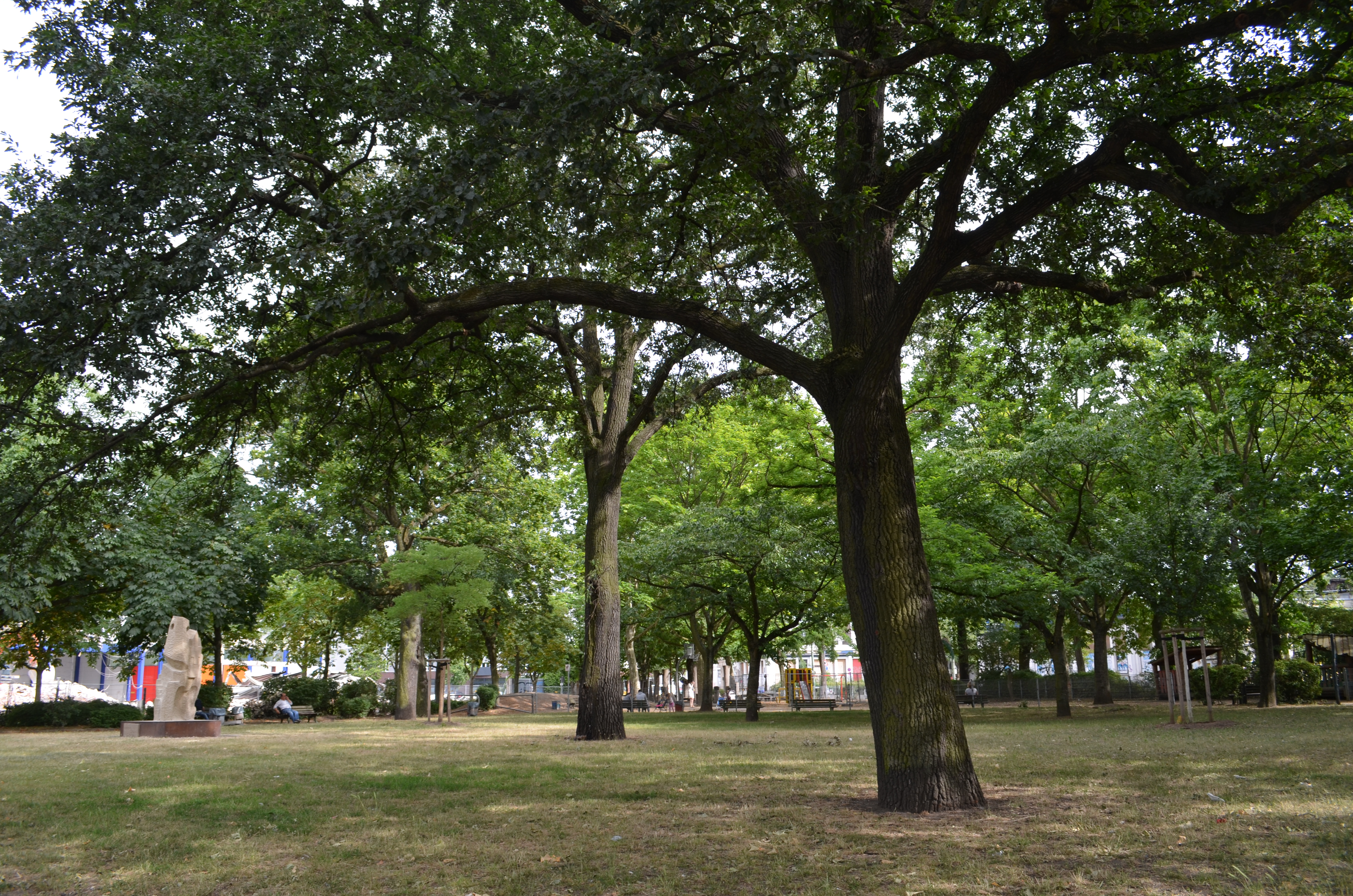
Gustavsburgplatz

Der Gustavsburgplatz ist ein Platz und kleiner Park im Stadtteil Frankfurt-Gallus von Frankfurt am Main. Er ist nach dem früheren Mainzer Stadtteil Gustavsburg benannt.
Der Platz in der Form eines rechtwinkligen Dreiecks wird durch die Mainzer Landstraße, die Rebstöcker Straße und die Gustavsburger Straße begrenzt. Die Ecke Rebstöcker Straße/Gustavsburger Straße ist als Kinderspielplatz genutzt. An der Ecke Mainzer Landstraße/Rebstöcker Straße befindet sich ein Wasserhäuschen.

## Living Stone

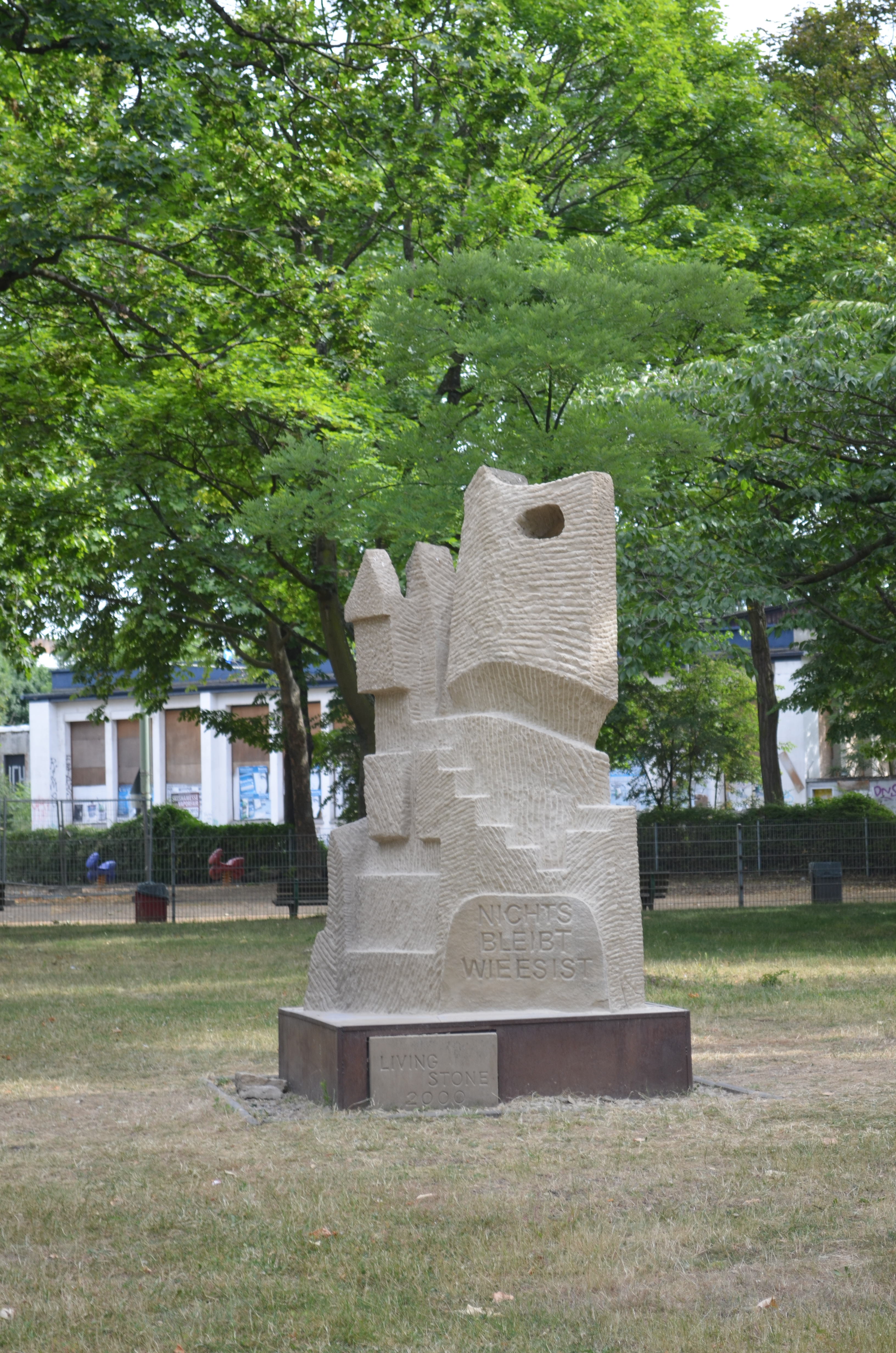
Living Stone im Zustand von 2015

Auf dem Platz befindet sich seit dem Jahr 2000 die Skulptur Living Stone (lebender Stein). Der acht Tonnen schwere, gelbe Tuffstein aus einem mittlerweile stillgelegten Steinbruch bei Sinsheim im Kraichgau soll den Wandel des Gallus symbolisieren. „Nichts bleibt wie es ist“ ist die Inschrift auf dem Denkmal. Michael Siebel, der künstlerische Leiter der Bildhauerwerkstatt Gallus, der den Stein aufstellen ließ, lässt in unregelmäßigen Abständen Jugendliche aus schwierigen Verhältnissen an der Skulptur arbeiten, die sich entsprechend verändert. 2015 bearbeitete und veränderte der Bildhauer Simon Vogt die Skulptur abermals gemeinsam mit den Anwohnern und Mitgliedern der Jugendkulturwerkstatt in ihren aktuellen Zustand. Nur die von Anfang an in den Stein gemeißelte emblematische Inschrift „NICHTS BLEIBT WIE ES IST“ bleibt jeweils unverändert.